# Monsieur Sans-Gêne
Pour plus de détails, voir Fiche technique et Distribution.
Monsieur Sans-Gêne est un film français réalisé par Karl Anton, sorti en 1935.

## Fiche technique
- Titre : Monsieur Sans-Gêne
- Réalisation : Karl Anton
- Scénario : Emeric Pressburger et René Pujol
- Photographie : Ted Pahle
- Décors : Jacques Krauss
- Musique : Ralph Erwin
- Production : Aurora-Films
- Pays d'origine :  France
- Format :  Noir et blanc - 1,37:1 - 35 mm
- Genre : Comédie
- Durée : 95 minutes
- Date de sortie : France - 15 mars 1935

## Distribution
- Fernand Gravey : Fernand Martin
- Josseline Gaël : Monique Perrochin
- Armand Dranem : le souffleur
- Jim Gérald : M. Perrochin
- Thérèse Dorny : la féministe
- Jean Aquistapace : le directeur du théâtre
- Ginette Gaubert : Juliette
- Charles Deschamps : Pierre Crémieux
- André Numès Fils
- Roger Gaillard